# Regió de Mwanza
Mwanza  és una de les trenta regions administratives en les quals està dividida la República Unida de Tanzània. La seva principal població és la ciutat de Mwanza.

## Districtes
Aquesta regió es troba subdividida internament en vuit districtes:
1. Geita
2. Ilemela
3. Kwimba
4. Magu
5. Misungwi
6. Mwanza
7. Sengerema
8. Ukerewe

## Territori i Població
La regió de Mwanza té una extensió de territori que abasta una superfície de 31.002 quilòmetres quadrats (dels que 15.092 corresponen a part del llac Victòria),. A més aquesta regió administrativa té una població de 2.929.644 persones. La densitat poblacional és de 150,2 habitants per cada quilòmetre quadrat de la regió.